# Metal4
Metal4 ist ein seit 2011 bestehendes deutschsprachiges Onlinemagazin mit Redaktionssitz in Bremen und bietet u. a. News, Reviews, Interviews und Konzertberichte aus den Bereichen Death Metal, Black Metal, Progressive Metal, Symphonic Metal, Gothic Metal, Melodic Death Metal, Pagan Metal und Rock.
Das überregionale Muttermagazin Metal4 sowie dessen Ableger für regionale Nachrichten und Events in Bremen, Hamburg, Hannover, Köln und den Ruhrpott werden täglich aktualisiert.

## Geschichte

### Gründung
Das Projekt Metal4 wurde am 15. September 2009 unter dem Namen Metal4Bremen von David Pfeil, Simon Lindner und Jens Martin Baumgartner ins Leben gerufen. Der Grundgedanke war es, eine Plattform zu schaffen, die über regionale Veranstaltungen und Bands im Raum Bremen informiert. Im Oktober desselben Jahres ging die erste Seite von Metal4Bremen online und im Sommer des Folgejahres folgten die ersten Akkreditierungen für Festivals, von denen das Magazin berichtete und Fotos veröffentlichte. Das Spektrum erweiterte sich in der Folge um beispielsweise News und Reviews. Der Fokus lag jedoch weiterhin auf der lokalen Ebene, obwohl ein erster Schritt in Richtung Überregionalität gemacht wurde, als die Redaktion beschloss, nicht mehr nur News über Acts und Veranstaltungen aus der Region Bremen, Bremerhaven und dessen Umland zu veröffentlichen. Ausdruck fand diese Neuorientierung beispielsweise in der Aufteilung der Reviews in Szene-Reviews, die sich mit regionalen Bands beschäftigten, und Reviews, die sich den übrigen Veröffentlichungen widmeten.

### Veränderung
Die Resonanz, die Metal4Bremen hervorrief, sowie die immer breitere Ausrichtung des Regionalmagazins führte zu einem wachsenden Interesse von Bands, Veranstaltern und Lesern, die nicht im eigentlichen Einzugsbereich lagen, das Magazin jedoch immer häufiger kontaktierten und z. B. um Specials baten, Wünsche äußerten oder Anregungen gaben. Ausgehend hiervon entwickelten die drei Gründer das Konzept eines überregionalen Muttermagazins, das sich den Hauptthemen widmen und dem mehrere Regionalmagazine angegliedert werden sollten. Auf diese Weise sollten die jeweiligen Regionalredaktionen wieder die Aufgabe wahrnehmen können, die das Metal4Bremen-Magazin durch die zu groß gewordene Themenpalette nicht mehr hinreichend hatte erfüllen können: Berichterstattung über regionale Bands und Events und die effektivere Unterstützung des Undergrounds in der entsprechenden Region, die das ursprüngliche Ziel des Projekts gewesen waren. Am 15. Oktober 2011 wurde schließlich das entwickelte Konzept umgesetzt und Metal4 als überregionales Online-Magazin etabliert. Metal4Bremen blieb als Regionalmagazin bestehen; mit den Ablegern in Hamburg, Hannover, Köln und dem Ruhrpott folgten vier weitere regionale Online-Magazine, die Metal4 als Untermagazine angegliedert sind. Zwei weitere Regionalmagazine sind für Mai 2012 in Planung, ebenso wie ein Online-Radio, welches voraussichtlich Anfang April on air gehen soll. 

### Vision
Neben der Berichterstattung in Form von News, Interviews und Reviews hat Metal4 den Anspruch, Musiker, Veranstalter und Leser über aktuelle Entwicklungen im Bereich der Musikindustrie zu informieren und aufzuklären. Hierunter fallen z. B. allgemeine Informationen über die GEMA oder Beiträge zur Kontroverse über das Urheberrecht. In diesem Rahmen werden auch Ratgeber für Bands als auch Themen präsentiert, die nur indirekt das Metal-Genre betreffen, aber einen inhaltlichen Mehrwert für die Bands und interessierte Leser bieten. Es wird angestrebt, eine Anlaufstelle für die Community sowie Bands und Veranstalter zu schaffen, die sich durch eine vollständige, alle Aspekte von Metal umfassende Darstellung im Internet auszeichnet und den Kontakt zwischen Musikern und Veranstaltern fördert.

## Regionalisierung
Die Schaffung des übergeordneten Muttermagazins Metal4 erlaubte es, die Idee des Regionalisierungsprinzips wieder aufzugreifen und weiter zu verfolgen. Durch die Auslagerung der überregionalen Inhalte auf Metal4 konnte der Schwerpunkt von Metal4Bremen wieder auf das regionale Geschehen gelegt werden. Gleichzeitig wurden erste Maßnahmen ergriffen, weitere Regionalmagazine zu etablieren. Kurze Zeit später erfolgte der Launch von Metal4Hamburg, Metal4Hannover und Metal4Köln. Den vorläufigen Abschluss bildete der Launch von Metal4Ruhrpott Ende 2011. Weitere Regionalmagazine sind in Planung.

## Redaktion
Die Redaktion von Metal4 hat ihren Sitz in Bremen. Die einzelnen Untermagazine unterhalten eigene Redaktionen in ihrer Region, die redaktionelle Arbeit wird dabei von freiberuflichen Mitarbeitern übernommen, deren Zahl auf mittlerweile über 60 Redakteure angewachsen ist.

## Festival Metal4Splash
Das Metal-Splash-Festival wurde erstmals im Jahre 2008 in Rotenburg an der Wümme veranstaltet. Es findet im Sommer 2012 erstmals in Zusammenarbeit mit Metal4 statt.